# Iglesia de San Fructuoso (Barós)
La iglesia de San Fructuoso en la localidad de Barós, en el término municipal de Jaca (Provincia de Huesca, España) es un templo católico de estilo románico que data del siglo XII.
Fue declarada Bien de Interés Cultural, en la categoría de "monumento", tras la publicación en el Boletín Oficial de Aragón del día 22 de marzo de 2002 del Decreto 85/2002, de 6 de marzo, del Gobierno de Aragón.

## Descripción
Este templo es de una sola nave con ábside semicircular y presbiterio atrofiado, al que se añadió en el siglo XVI una capilla en el lado del Evangelio, de planta cuadrada y cubierta con bóveda de crucería estrellada.
Asimismo, en el siglo XVIII se añadieron una torre, de planta cuadrada y dos cuerpos en altura, además de un atrio y una sacristía, que fueron eliminados en la reciente restauración.
La fábrica es de sillarejo y presenta varios vanos de iluminación y dos accesos, la antigua portada meridional, abierta en arco de medio punto dovelado, y el actual ingreso adintelado, abierto en el hastial occidental.
En la parte superior de los muros se observa un friso de arquillos lombardos bajo una hilada de dientes de sierra, además de otros elementos como pequeños relieves y figuras esculpidas con motivos de entrelazo, vegetales y figurativos en los tímpanos de los citados arquillos y las ménsulas que los soportan, que confieren al conjunto un aire híbrido entre el arte lombardo y el románico jaqués, un estilo mucho más plástico.